# Fraxinus griffithii
Fraxinus griffithii — вид квіткових рослин з родини маслинових (Oleaceae).

## Опис
Це вічнозелене чи напіввічнозелене дерево до 20 метрів заввишки. Листя 10–25 см: ніжка 3–8 см; листочків 5–7(11); листочкові ніжки 5–10 мм; листочкова пластинка від яйцеподібної до ланцетної форми, 2–10(14) × 1–5 см (базальна пара зазвичай менша), адаксіально гола, абаксіально (низ) залозисто крапчаста, основа тупа або округла, край цілий, верхівка косо гостра до загостреної. Волоті кінцеві, 10–25 см, розлогі, багатоквіткові. Квіти двостатеві, з'являються після листя. Чашечка чашоподібна, ≈ 1 мм, запушена чи гола, від майже цілої до широко зубчастої. Віночок білий; частки човноподібні, ≈ 2 мм. Тичинки ≈ рівні часточкам віночка. Самара широко-ланцетно-лопатчата, 25–30 × 4–5 мм. Квітне у травні — липні, плодить у липні — листопаді.

## Поширення
Вид зростає в Південно-Східній Азії: Бангладеш, Китай (Хайнань, Хубей, Гуансі, Гуандун, Фуцзянь, Хунань), Гонконг, Індія, Індонезія (Ява), Японія (Рюкю), М'янма, Філіппіни, Тайвань, В'єтнам.
Росте на висотах від 100 до 2000 метрів. Повідомляється, що цей вид росте на сухих схилах, узліссях, біля сіл і біля річок. Розмножується насінням і кореневими нащадками. У Японії вид менший, його висота досягає лише 10 метрів.

## Використання
Цей вид ясена зазвичай культивують як вуличне та садове дерево, наприклад, в Австралії, де він став натуралізованим. Раніше листя використовувалися як замінник опіуму в Індонезії. Деревина використовується для різьблення на Лусоні, тоді як кора використовується як проносне на Флоресі.

## Галерея

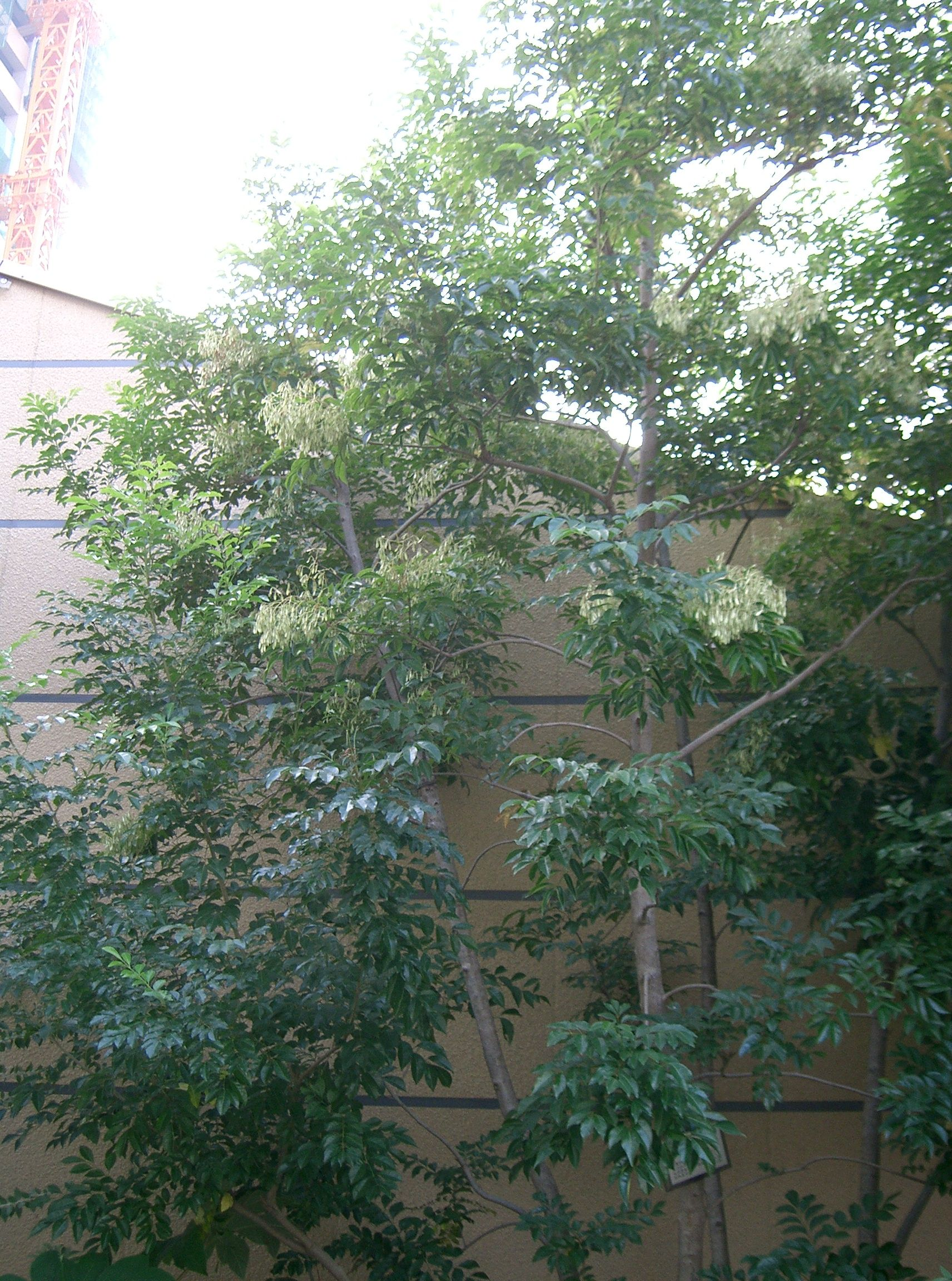
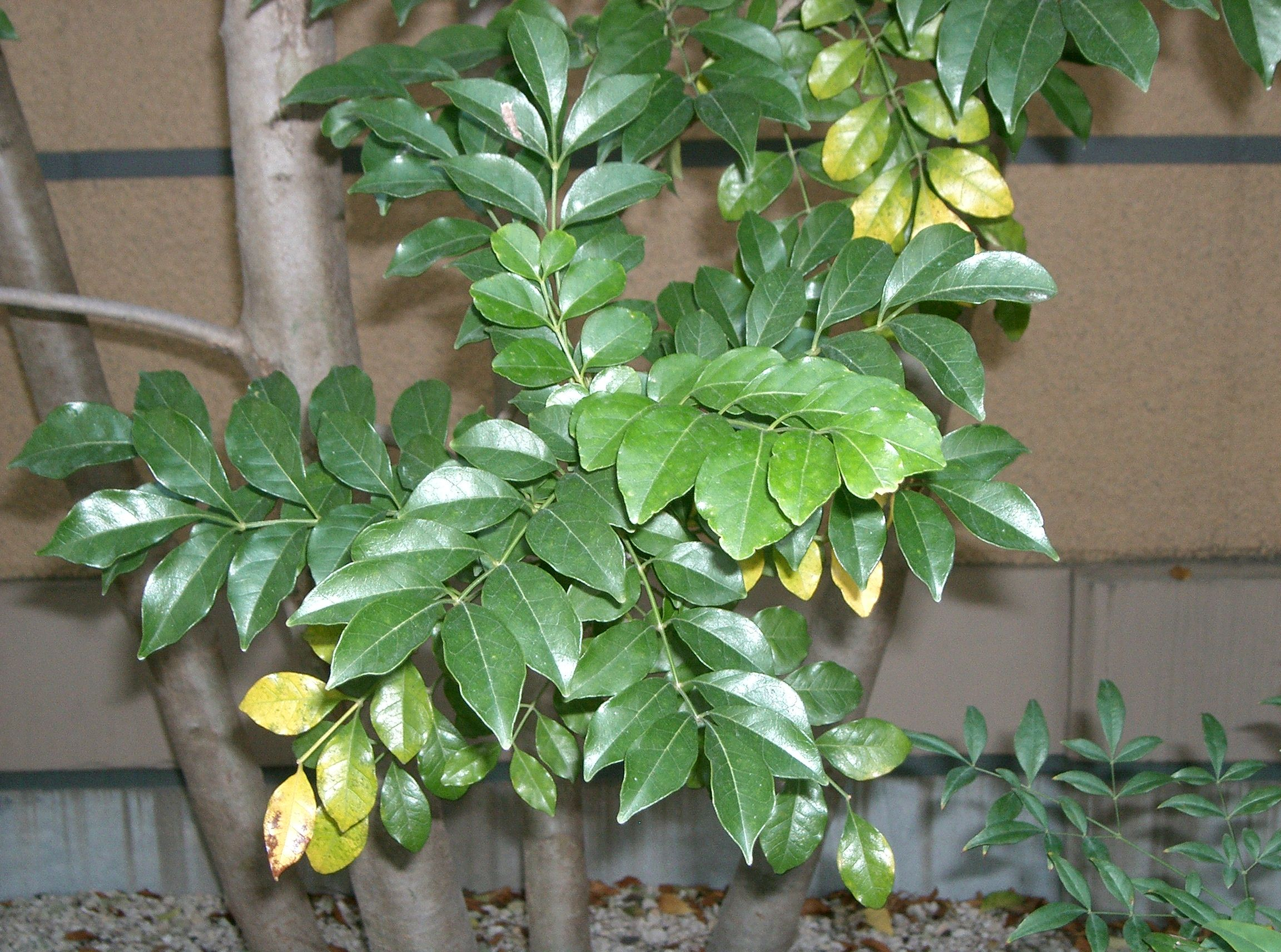
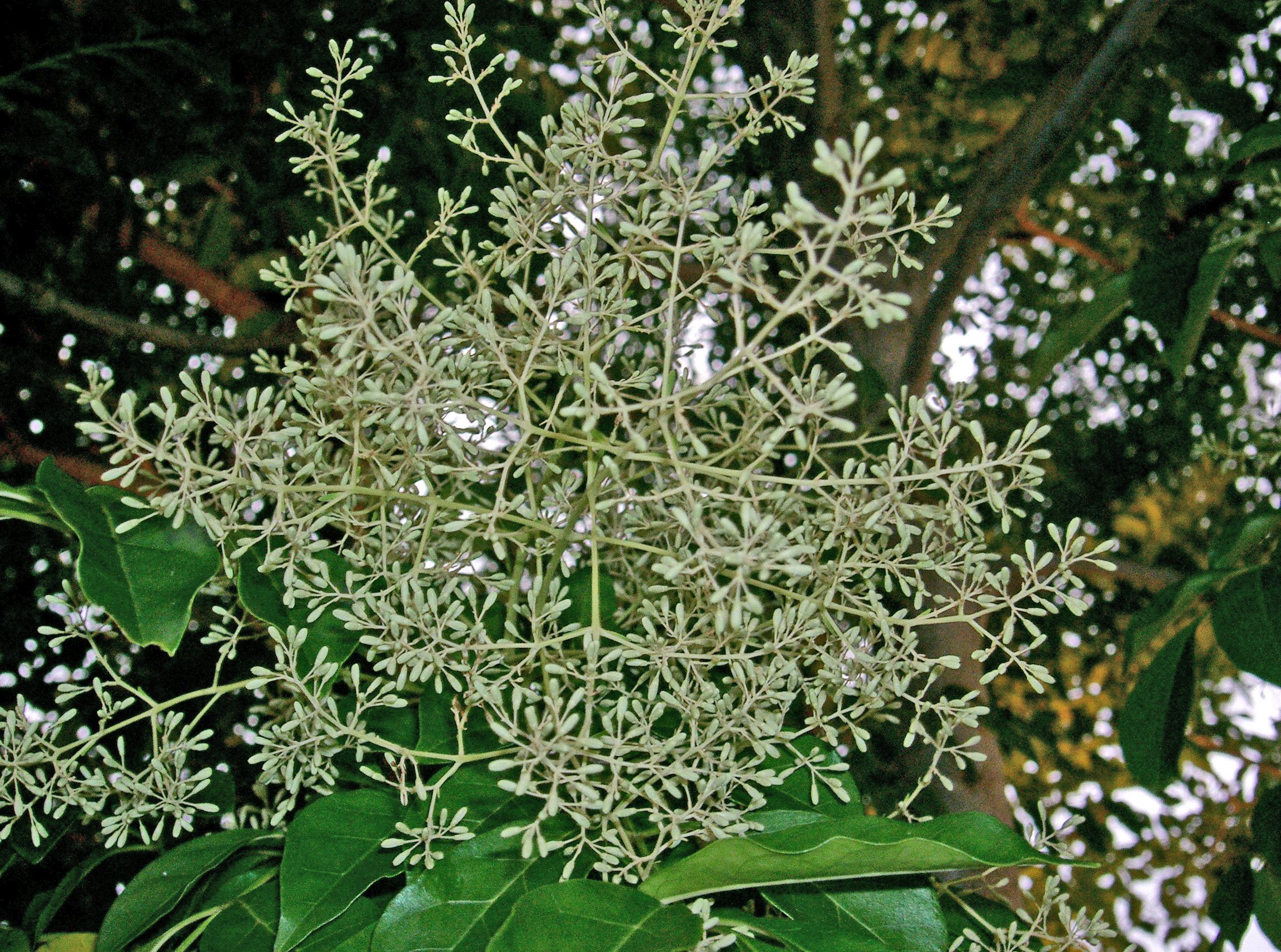